# Andreas Pannonius
Andreas Pannonius (a 15. század huszas éveinek elején születhetett) karthauzi szerzetes, író. A legönállóbb középkori magyar teológus elme. Vele jutott el a magyarországi egyházi tudományosság arra a szintre, hogy a nemzetközi teológiai irodalom számára is figyelemre méltót alkothasson. Bár elsősorban a skolasztikus hagyományhoz kapcsolódik, műveiben a humanista gondolkodókat foglalkoztató alapvető kérdéseket állítja a középpontba.

## Élete
Előkelő nemesi nemzetségből származott. Fiatal korában katonai pályára lépett és öt éven át Hunyadi János környezetében szolgált. Hunyadit 1443-ban, fia, Mátyás születésének idején Kolozsvárra kísérte. 1445-ben lépett a karthauzi rendbe és a velencei zárdába vették fel a rend tagjai közé, ahol számos esztendőt töltött és Jeruzsálemben is megfordult. Borso d' Este uralkodása alatt (1450–1471) került a ferrarai kolostorba. 1471-ben Paviába helyezték át. Halálának dátuma ismeretlen.

## Munkái
Munkái kéziratban maradtak. Fő műve az Expositio super Cantica canticorum Salomonis (Fejtegetés a salamoni Énekek énekéről, 1460), amely hatalmas teológiai ismeretanyagot megmozgató eredeti mű az Énekek énekéről, a Bibliának erről a híres és a misztikusok által különösen kedvelt könyvéről.
A római Vatikáni Apostoli Könyvtár őrzi Libellus de virtutibus Matthiae Corvino dedicatus (Az erényekről szóló könyv, Corvin Mátyásnak ajánlva, 1467) című munkáját. A ferrarai hercegnek ajánlott hasonló tartalmú másik könyve (Ad divum Herculem, 1471) a királyok erényeiről szóló teológiai értekezések, úgynevezett „királytükrök”, amelyet a modenai Este-könyvtárban őriznek. Ugyanennek a műnek a második része a Libellus super discursu Domini Borsii ducis című műve is, amely Borso hercegnek 1471-ben bekövetkezett halála alkalmából az emberi lélekről, halálról, az üdvözültekről, kárhozottakról és a purgatóriumról közöl elmélkedéseket. Borso herceg uralkodásának kimerítő történetét külön munkában írta meg, mely elveszett.
Kézirati műveit Fraknói Vilmos fedezte föl, aki részben ki is adta a szerző életrajzát is magában foglaló bevezetéssel a következő címmel: Két magyar egyházi író a XV. századból: Andreas Pannonius. Nicolaus de Mirabilibus. Közzéteszik Fraknói Vilmos és Ábel Jenő. Bpest, 1886. (Irodalomtörténeti Emlékek. I. kötete 1–287. l.)